# Evelyn und die Männer
Evelyn und die Männer ist ein deutscher Episodenfilm aus dem Jahr 1986. Die Erstausstrahlung dieser ZDF-Produktion, die Rolf von Sydow, Joachim Roering und Vicco von Bülow der Schauspielerin Evelyn Hamann auf den Leib schrieben, erfolgte am 23. April 1987.

## Handlung
Nach dem Ende ihrer Ehe glaubt Evelyn Hausherr nicht mehr an die große Liebe. Ihre Freundin Susanne, bei der sie Unterschlupf gefunden hat, meint hingegen, dass Evelyn für die Ehe wie geschaffen sei. Um dem Glück ihrer Freundin auf die Sprünge zu helfen, hat sie sich bei einem Heiratsinstitut als Interessentin ausgegeben und drei Videos von – ihrer Meinung nach – geeigneten Partnern für Evelyn mitgebracht.
Im ersten Video präsentiert sich der Zahnarzt Klaus gemeinsam mit seiner zwölfjährigen Tochter Peggy. Evelyn findet die beiden sympathisch und trifft sich schon bald mit ihnen zum Segeln auf der Elbe. Der Ausflug beginnt schön, und zu ihrer Freude versteht Evelyn sich sogar mit der ziemlich selbstbewussten Peggy gut. Doch dann belauscht sie durch Zufall ein Gespräch zwischen Klaus und seiner Tochter, aus dem hervorgeht, dass sie sich mitten in einem Test für ihre Eignung als künftige Ehefrau und Stiefmutter befindet. Als sie hört, dass sie als Nächstes ins Wasser gestoßen werden soll, ergreift sie schnell die Flucht.
Susanne kann Evelyn dennoch überreden, ein weiteres Video anzusehen. Der Antiquitätenhändler Oskar, der sich darin vorstellt, scheint tatsächlich wie geschaffen für sie. Damit dieses Treffen besser läuft als das letzte, will Evelyn ein völlig zufälliges Kennenlernen vortäuschen. Sie besucht Oskars Laden, dessen Adresse Susanne ermittelt hat, und gibt sich als interessierte Kundin aus. Zunächst scheint ihr Plan auch zu funktionieren: Oskar ist begeistert von Evelyn und lädt sie spontan zum Essen in ein italienisches Lokal ein. Doch dort erkennt er Susanne, die auf Evelyn wartet, als eine Kandidatin des Heiratsinstitutes wieder und bemerkt auch, dass die beiden Frauen einander heimlich Blicke zuwerfen. Als Evelyn dann bei der Essensbestellung auch noch maßlos übertreibt, wittert er eine Intrige der beiden und gibt sich als kränklicher Versager aus, um Evelyn so schnell wie möglich wieder loszuwerden.
Auf der dritten und letzten Videokassette wird der Anlageberater und Hobby-Jäger Klaus-Günther Bröse vorgestellt. Trotz ihrer schlechten Erfahrungen mit den bisherigen Kandidaten beschließt Evelyn, ihn zu treffen. Sie soll am Samstagmorgen um halb 7 Uhr früh zum Eingang von Herrn Bröses Jagdrevier kommen und sich mit der Parole „Wenn der Bock die Ricke treibt“ zu erkennen geben.
Leider entpuppt sich der „Kavalier alter Schule“ als oberlehrerhafter Tollpatsch, der seine Begeisterung für die Jagd rücksichtslos auslebt. Als durch einen verirrten Schuss Bröses auch noch ein Hochsitz unter den beiden zusammenbricht, hat Evelyn genug und macht sich zu Fuß auf den Weg zurück in die Stadt.
Ein Taxifahrer bemerkt die verzweifelte Frau, die in aller Herrgottsfrühe alleine auf der Landstraße unterwegs ist. Er nimmt sie in seinem Wagen mit und versucht auf der Fahrt, sie zu trösten. Zum Abschluss überredet er sie, am Abend ins Café Keese zu gehen, wo er selbst seine große Liebe kennen gelernt hat. Schon etwas optimistischer gestimmt, verspricht sie ihm, dies zu tun.
Kurz nachdem Evelyn das Café betritt, bemerkt sie einen sympathisch wirkenden Mann, der offensichtlich Blickkontakt mit ihr sucht. Doch als sie ihn zum Tanz auffordern will, kommt ihr eine andere Dame zuvor. Evelyn gerät stattdessen an einen ehrgeizigen Turniertänzer, der ziemlich ruppig mit ihr umgeht und plant, sie zu seiner neuen Trainingspartnerin zu machen. Als er sie gleich nach dem Tanz mit zu sich nach Hause nehmen möchte, flüchtet Evelyn unter einem Vorwand in eine benachbarte Bar. Kurz darauf nimmt der Mann, der anfangs mit ihr geflirtet hat, neben ihr Platz. Er ist ihr gefolgt und entpuppt sich als der Scheidungsanwalt ihres Ex-Mannes, der bereits damals im Gerichtssaal ein Auge auf sie geworfen hatte. Die beiden gehen verliebt zu ihm nach Hause.

## Auszeichnungen
- Evelyn Hamann wurde 1987 für „Evelyn und die Männer“ mit einer Goldenen Kamera (3. Platz Beste Comedy) ausgezeichnet.

## DVD-Veröffentlichung
Am 3. September 2021 erscheint der Film vollständig auf DVD nachdem bis dahin lediglich die Episode mit Loriot als Jäger Bröse verkörpert auf DVD erhältlich war. (Loriot – Vollständige Fernseh-Edition. 6 DVDs. Warner Home Video, 2007).